# Mont-Saint-Éloi
Mont-Saint-Éloi è un comune francese di 1 016 abitanti situato nel dipartimento del Passo di Calais nella regione dell'Alta Francia.

## Storia

### Simboli
Il comune ha adottato questo stemma l'11 ottobre 1990. Vi è rappresentato l'emblema dell'abbazia di Mont-Saint-Éloi (fasciato di vaio e di rosso di sei pezzi) che riprendeva a sua volta il blasone dalla famiglia dei Coucy, benefattori dell'abbazia. L'origine del grifone non è chiara.

### Onorificenze
- Croix de guerre 1914-1918

## Società

### Evoluzione demografica
Abitanti censiti